# HMS Pytchley (L92)
Pour les autres navires du même nom, voir HMS Pytchley.
Le HMS Pytchley est un destroyer de classe Hunt de type I de la Royal Navy, qui participa aux opérations navales contre la Kriegsmarine (marine Allemande) pendant la seconde Guerre mondiale.

## Construction
Le Pytchley est commandé le 11 avril 1939 dans le cadre du programme de construction d'urgence de la guerre de 1939 pour le chantier naval de Scotts Shipbuilding and Engineering Company à Greenock en Ecosse sous le numéro J1111. La pose de la quille est effectuée le 26 juillet 1939, le Pytchley est lancé le 13 février 1940 et mis en service le 23 octobre 1940.
Il est parrainé par la communauté civile de l'Arrondissement municipal de Kettering dans le Northamptonshire, dans le cadre de la Warship Week (semaine des navires de guerre) en mars 1942.

## Histoire

### Seconde Guerre mondiale
Le Pytchley a remporté les honneurs de bataille pendant la Seconde Guerre mondiale pour la mer du Nord 1941-1945, où il passe la majorité de son service.
En 1941, il percute une mine au large de Flamborough Head et est ensuite réparé sur la rivière Tyne.
À partir du 15 février 1943, le Pytchley est affecté à une mission en tant que destroyer d'escorte dans l'escorte du convoi arctique JW53 de 29 cargos vers la Russie en escortant de Clyde à l'Islande avec les destroyers HMS Middleton et HMS Meynell en plus d'un dragueur de mines, de deux corvettes et du chalutier UJ.

Le 9 mars, le Pytchley, le Meynell et le vieux destroyer HMS Vivacious reprennent l'escorte du convoi de retour RA53 en tant qu'escorte occidentale locale et sécurisent les navires d'Islande au Loch Ewe.
En juin 1944, le Pytchley fait partie de la force d'escorte navale à l'appui du débarquement de Normandie pendant l'opération Neptune, fournissant un soutien lors de l'assaut sur Gold Beach.

### Après guerre
Après la guerre, le Pytchley est employé en tant que navire cible pour les avions de chasse en décembre 1945.
Il est ensuite transféré à la flotte de réserve (Home Reserve) à Devonport en 1946. Il est transféré à Cardiff où il est déséquipé après avoir été inscrit sur la liste des démolitions en 1956.
Il est vendu à BISCO pour sa mise à la ferraille. Il arrive au chantier du démolisseur E Rees à Llanelli le 1er décembre 1956.

### Honneurs de bataille
- Manche 1942-1944
- Mer du nord 1942-1945
- Arctique 1943
- Normandie 1944